# ديفيد فيتر
ديفيد فيليب فيتر (بالإنجليزية: David Vetter) (21 سبتمبر 1971 - 22 فبرابر 1984) هو طفلٌ أمريكي، يُعتبر من أبرز المُصابين بنقص المناعة المشترك الشديد (SCID)، وهو مرضٌ وراثي يسبب ضعفًا شديدًا في الجهاز المناعي. يكون الأفراد المولودون بنقص المناعة المشترك الشديد مُعرضون بشدةٍ للعدوى، ويكون تعرضهم لمسببات الأمراض قاتلًا أحيانًا. يُشار إعلاميًا إلى ديفيد باسم «ديفيد، طفل الفقاعة»، حيثُ تشكل الفقاعة جزءًا من الأسلوب المُستخدم للتعامل مع حالته. لم يُكشف للعامة عن اسم عائلة ديفيد إلا بعد مرور 10 سنواتٍ على وفاته؛ وذلك للحفاظ على خصوصية أسرته.
عاش معظم السنوات الأولى من حياته في مستشفى تكساس للأطفال [الإنجليزية] في هيوستن بتكساس، وفيما بعد، ومع تقدمه في السن، كان يعيش في المنزل مع والديه وأخته الكبرى كاثرين في دوبين. توفي ديفيد عام 1984 عن عمر ناهزَ 13 عامًا.

## الولادة والعائلة
والدا ديفيد هما جوزيف فيتر وكارول آن فيتر، وكان ابنهم الأول ديفيد جوزيف فيتر الثالث مُصابًا أيضًا بنقص المناعة المشترك الشديد حيث توفي في عمر 7 أشهر. نصحَ الأطباء والدي ديفيد بأنَّ إنجابهم لأي أطفال ذكور قد يكون لديهم فرصة 50% لوراثة المرض. في ذلك الوقت، كانت الطريقة الوحيدة المُتاحة لعلاج الأطفال المولودين بمرض نقص المناعة المشترك الشديد هي عزلهم في بيئةٍ مُعقمةٍ حتى يتم إجراء عملية زرع نخاع عظمي بنجاح. كانت عائلة ديفيد لديهم ابنة بالفعل، ولكنهم قرروا بمحاولةِ حملٍ أُخرى، وولدَ طفلهما الثالث ديفيد فيليب فيتر في 21 سبتمبر 1971.
تم تجهيزُ سرير غطائي وقائي مُعقم خاص لديفيد فيتر عند ولادته. بعد ولادته مباشرةً من رحم أمه، تم وضع ديفيد في غطاءٍ بلاستيكي خالٍ من الجراثيم، والتي ستكون بمثابة منزله لمعظم حياته. تم تعميد ديفيد على الطريقة الكاثوليكية الرومانية بماءٍ مقدسٍ مُعقم، وكان ذلك بمجرد دخوله للفقاعة. توقفت الخطط الأولية لإكمال عملية زرع نخاع العظم، وذلك بعد تحديد أنَّ المتبرع المُحتمل هي شقيقة فيتر كاثرين، ولكنها لم تكن مُتطابقةً معه.

## الحياة في الفقاعة

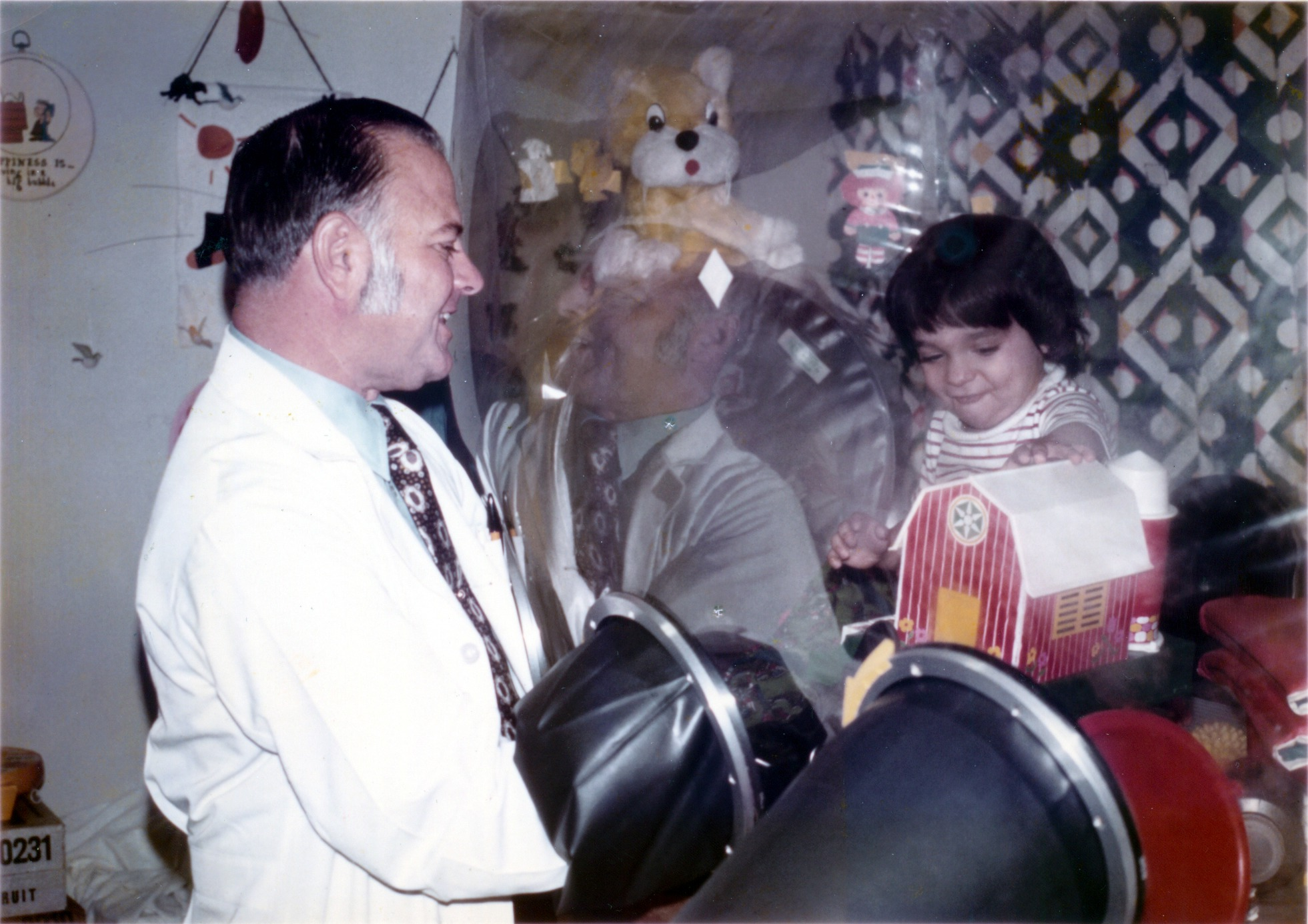
ديفيد فيتر بداخل فقاعته.

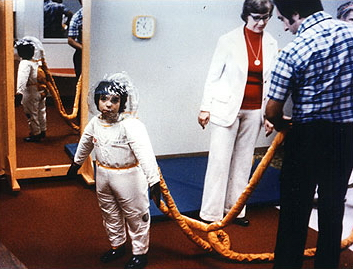
ديفيد فيتر في بدلة ناسا.

تم تعقيم الماء والهواء والغذاء والحفاضات والملابس قبل دخولها الحُجرة المعقمة، كما أنَّ جميع المواد التي وضعت في الحُجرة مملوءةٌ بغاز أكسيد الإيثيلين لمدة أربع ساعات على درجة حرارة 60 درجة مئوية (140 فهرنهايت)، ثم تُهَوى لِمدة يوم إلى سبعة أيام قبل وضعها في الحُجرة المعقمة.
بعد وضعه في الحُجرة المعقمة، لم يُلمس ديفيد إلا من خلال قفازاتٍ بلاستيكيةٍ خاصةٍ متصلةٍ بجدران الحجرة، كما بقيت الحُجرة منتفخةً بضاغطاتٍ هوائية عالية الصوت، مما جعل التواصل مع الطفل صعبًا. سعى والديه والفريق الطبي، الذي تضمن الدكتور جون مونتغمري، إلى توفير حياةٍ طبيعيةٍ لديفيد قدر الإمكان، وكان قد شمل التعليم والتلفزيون واللعب داخل الحُجرة المعقمة. بعد حوالي ثلاث سنوات من ولادة ديفيد، بنى فريق العلاج حجرة معقمة إضافية في منزل والديه، وغرفة نقل حتى يتمكن ديفيد من قضاء فترات تتراوح بين أسبوعين إلى ثلاثة أسابيع في المنزل، وكان ديفيد يجتمع مع أخته وأصدقائه أثناء وجوده في المنزل، كما رتب أحد الأصدقاء عرضًا خاصًا لعودة الجيداي (الجزاء السادس من حرب النجوم) في مسرحٍ محلي حتى يتمكن ديفيد من حضور الفيلم في غرفة النقل الخاصة به.
عندما كان ديفيد في الرابعة من عمره، اكتشف أن بإمكانه أن يُحدثَ ثُقوبًا في فقاعته باستخدام محقنةٍ على شكل فراشة كانت قد تُركت بالخطأ في داخل حجرته، وفي هذه المرحلة، عمل فريق العلاج على محاولة الشرح له عن الجراثيم وكيف تؤثر على حالته. مع تقدم ديفيد في السن، أصبح على درايةٍ بوجودٍ عالمٍ خارج حجرته، كما عبر عن اهتمامه بالمشاركة فيما يمكن أن يراه خارج نوافذ المستشفى والتلفزيون.
في عام 1977، استخدم باحثون من ناسا تجربتهم في تصنيع بدلات الفضاء في تطوير بدلةٍ خاصةٍ من شأنها أن تسمح لديفيد بالخروج من الفقاعة والمشي في العالم الخارجي. كانت البدلة متصلةً بفقاعته عبر أنبوبٍ قماشي طوله 2.5 متر (8 أقدام)، وعلى الرغم أن الأمر كان مرهقًا، إلا أنه سمح له بالخروج دون التعرض لخطرٍ جسيم. كان ديفيد في البداية يُقاوم ارتداء البدلة، ولكنه أصبح فيما بعد أسهل في ارتدائها، وعلى الرغم من هذا، إلا أنهُ استخدمها 7 مراتٍ فقط. بعد نموه لم يستخدم أبدًا البدلة التي قدمتها له ناسا.

## الوفاة
أُنفق حوالي 1.3 مليون دولار أمريكي على علاج ديفيد، ولكن الدراسات العلمية فشلت في إيجاد علاجٍ حقيقي، مع عدم توافر مانحٍ مُناسبٍ لنخاع العظم. زُرع لديفيد فيما بعد نخاعُ عظمٍ من أُخته كاثرين، وعلى الرغم من أنَّ جسمه لم يرفض الزراعة، إلا أنه أُصيب بكثرة الوحيدات العدوائية بعد عدة أشهر. تُوفي بعد 15 يومًا، وكان ذلك في 22 فبراير 1984، بسبب لمفوما بيركت، وكان عمره آنذاك 12 عامًا. أظهرت الخزعة التشريحية بأنَّ نخاع العظم المأخوذ من كاثرين كان يحتوي كمياتٍ قليلةٍ جدًا من فيروس إبشتاين-بار الكامن، والذي لم يُمكن الكشف عنه في فحص ما قبل الزراعة.
دُفن ديفيد في حديقة كونرو ميموريال في كونرو في مقاطعة مونتغمري في تكساس، وكان ذلك في 25 فبراير 1984.

## بعد الوفاة
افتُتحت مدرسةٌ ابتدائية في عام 1990 في ذا وودلاندز في مقاطعة مونتغمري غير المسجلة، وكان اسم المدرسة «ابتدائية ديفيد» نسبةً إلى ديفيد فيتر.
فيما بعد تطلق والدا ديفيد، حيثُ أصبح والده عمدة شيناندوا في تكساس، وتزوجت والدته من مراسل مجلة كان قد كتب عن ابنها. قامت ماري ميرفي، وهي المُعالجة النفسية لديفيد فيتر، بكتابة كتابٍ عن قضية ديفيد، وكان من المقرر نشره في عام 1995، ولكن حُظر نشره من قبل والدي ديفيد وكلية بايلور للطب.

## روابط خارجية
- ديفيد فيتر على موقع فايند أغريف